# 保坂豪
保坂 豪（ほさか たけし、1981年7月24日 - ）は、日本のラグビー選手。

## プロフィール
- 秋田県秋田市出身[1]。
- ポジションはロック(LO)。
- 身長 184cm、体重 100kg

## 略歴
2000年、秋田工業高校卒業後、筑波大学に入学する。なお秋田工業高校時代、第23回高校東西対抗試合に出場した。
2003年、筑波大学ラグビー部の主将に就任した。
2004年、筑波大学卒業後、釜石シーウェイブスに加入。
2014年、釜石シーウェイブスを退団した。